# Teatro Verdi (San Severo)
(Umberto Giordano, 4 dicembre 1937)
Il teatro comunale Giuseppe Verdi di San Severo è la massima sala teatrale di Capitanata nonché il terzo teatro all'italiana della Puglia dopo il Petruzzelli di Bari e il Politeama Greco di Lecce.

## Storia
Erede del Teatro Real Borbone, una struttura da oltre quattrocento posti inaugurata nel 1819 e chiusa nel 1927 (a sua volta erede del primo teatro pubblico cittadino, quello settecentesco del Decurionato), il Teatro Comunale del Littorio (questa fu la sua prima denominazione) venne costruito su progetto di Cesare Bazzani e rientra a pieno titolo nella politica di grandi opere perseguita dal regime fascista. I lavori, iniziati nel 1929, terminarono nel 1936.
L'edificio, di pianta quasi trapezoidale, è sorto sul vasto giardino del monastero delle Benedettine, in zona centralissima. Gli eleganti e imponenti prospetti esterni, di chiaro stile neoclassico, s'imposero prepotentemente su corso Garibaldi (la facciata) e sul Giro Esterno (il fianco sinistro), divenendo immediatamente un importante punto di riferimento per la città.

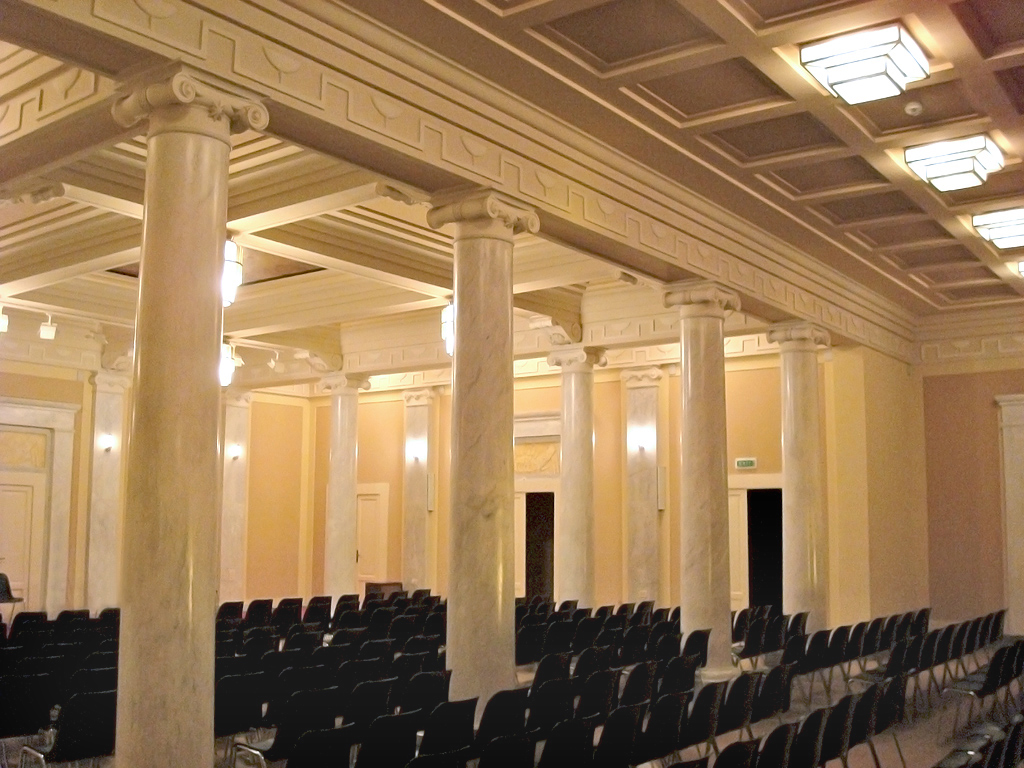
Scorcio del ridotto dei palchi

L'interno del monumento è assai raffinato. Al vasto foyer, dai toni caldi e dorati, corrisponde il più ampio e severo ridotto dei palchi (oggi Auditorium), dalle superfici molto ritmate, circondato da spaziosi salottini. La solenne sala all'italiana, dall'ottima acustica, conta cinque ordini, con vasto loggione e grande anfiteatro, e mostra i tratti di un meditato eclettismo che sembra ripercorrere la storia degli edifici teatrali europei dall'antichità classica alla contemporaneità. Dalla grandiosa cupola (dal diametro di m 19,70), che richiama quella del Pantheon romano, pende un gigantesco lampadario di cristallo di Murano, del peso di dieci quintali all'incirca (ditta Venini, 1935). Le decorazioni in stucco e i notevoli dipinti su tela che decorano i diversi ambienti dell'edificio furono realizzati, su istruzione di Bazzani, dall'artista sanseverese Luigi Schingo.

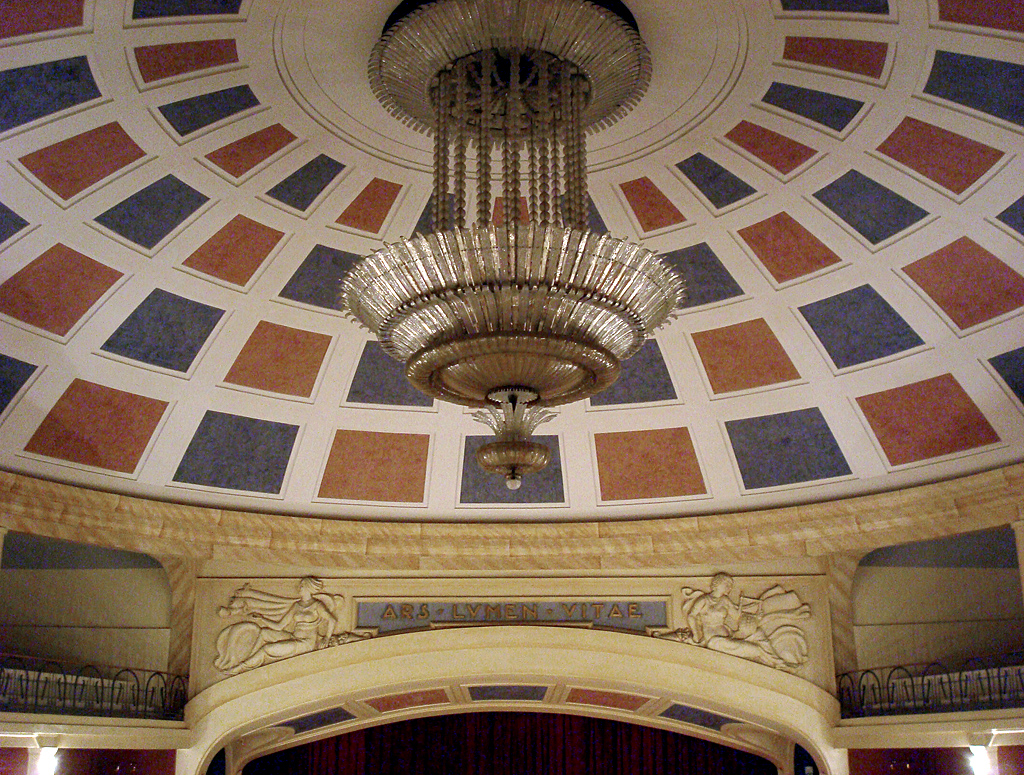
L'arcoscenico e il lampadario

Il Teatro, nato con una capienza di 1600 posti (420 in platea, 600 nei palchi e 580 in galleria), è stato inaugurato il 9 dicembre 1937 con Andrea Chénier di Umberto Giordano, protagonista Rosetta Pampanini. Il compositore, invitato a presenziare alla prima, non poté esservi per motivi di salute ma si scusò per lettera, dichiarando: «Ciò mi addolora profondamente. Avrei con gioia ammirato l'opera del sapiente e geniale architetto Bazzani e sarei stato fiero di assistere fra i miei amati concittadini al mio Chénier, dato per inaugurazione del Teatro. Sono anche orgoglioso come pugliese che la mia S. Severo possa glorificarsi di possedere uno dei teatri più belli e moderni che vanti l'Italia».
Dopo la caduta del fascismo, il Teatro fu chiamato semplicemente Comunale. Nel 1975 fu ufficialmente dedicato a Giuseppe Verdi. Chiuso per i lavori di restauro degli interni nel 1987, è stato riaperto nel 1991 (ma restano tuttora incompiuti i lavori di sistemazione del quinto ordine) con una drastica, e in parte ingiustificata, riduzione della capienza, derivata dalla esagerata diminuzione delle poltrone in platea, dall'immotivata chiusura dei palchi di proscenio, dal limite di quattro ingressi per palco, dalla radicale risistemazione della prima galleria e dalla totale impraticabilità della seconda, interventi che derivarono dall'applicazione di principi assai più severi delle norme previste dalle odierne leggi sulla sicurezza. I prospetti esterni, invece, sono stati restaurati nel 2002.
Il tempio sanseverese si è distinto fin dall'inizio per una programmazione varia e qualitativamente sostenuta, comprendente, oltre alla lirica, spettacoli di prosa, musical, rivista, operetta, balletto e concerti sinfonici, ospitando artisti come Raffaele Viviani, Paola Borboni, Titina e Peppino De Filippo, Nino Taranto ed Erminio Macario, e più di recente Luca De Filippo, Gianmarco Tognazzi, Tullio Solenghi, Alessandro Gassmann, Paola Cortellesi, Carlo Giuffré, Marco Columbro, Silvio Orlando, Johnny Dorelli, Loretta Goggi, Sebastiano Somma, Rocco Papaleo e Raffaele Paganini.
Tra i celebri cantanti lirici che hanno calcata la scena del "Verdi" figurano, tra gli altri, Toti Dal Monte, Margherita Carosio, Gino Bechi, Iva Pacetti, Mafalda Favero, Fedora Barbieri, Tancredi Pasero, Maria Caniglia, Giacomo Lauri-Volpi, Ugo Savarese, Benvenuto Franci, Ferruccio Tagliavini, Clara Petrella, Carlo Bergonzi, Afro Poli, Giuseppe Taddei, Aldo Protti, Elena Souliotis, Rolando Panerai, Flaviano Labò, Dano Raffanti, Ghena Dimitrova, Gianfranco Cecchele, Rajna Kabaivanska, Katia Ricciarelli e Nicola Martinucci.
Tra gli eventi che hanno segnata la storia del Teatro spicca la prima assoluta di Ferdinando, il capolavoro del drammaturgo Annibale Ruccello, andato in scena il 28 febbraio 1986 diretto dallo stesso autore e interpretato da Isa Danieli.

## Dati tecnici
L'edificio, alto oltre 23 metri, largo in media 25 e lungo quasi 70, copre un'area di 1750 m2. A causa della pianta trapezoidale del terreno su cui fu costruito, la larghezza del Teatro si riduce progressivamente dalla facciata al palcoscenico (l'ingegnosa soluzione si deve all'ingegnere Salvatore Celozzi, primo autore del progetto e direttore dei lavori di costruzione). All'interno ciò ha comportato un sensibile stringimento del 'ferro di cavallo' della platea verso il palco, cosicché all'ampiezza della sala non corrispondono un boccascena e una buca orchestrale giustamente proporzionati. Ciononostante, il palcoscenico resta notevolmente ampio: è infatti profondo 15 metri, largo 20 e alto 17,50 (16 fino alla graticciata), per complessivi 260 m2. A dispetto di tanta ampiezza, il boccascena è largo solo 11,50 metri (per 7,20 di altezza, fino alla mantovana fissa) e la buca dell'orchestra misura appena 10 metri per 3 di profondità, potendo ospitare non più di 60 orchestrali. I camerini invece, distribuiti su sei piani, sono 50, e ad essi s'aggiunge una comoda sala-prove per la danza.
La sala conta cinque ordini: i primi tre ospitano palchi; il quarto la prima galleria e, ai lati, le barcacce; il quinto la seconda galleria, ad anfiteatro con gradinate. Gli ingressi alla platea sono tre: il centrale, direttamente dal foyer, e i due laterali, dai corridoi dei palchi di prima fila. Agli ordini superiori si accede mediante due eleganti rampe di scale. Altre due rampe servono il ridotto dei palchi, oggi Auditorium o Sala Concerti.

## Galleria d'immagini

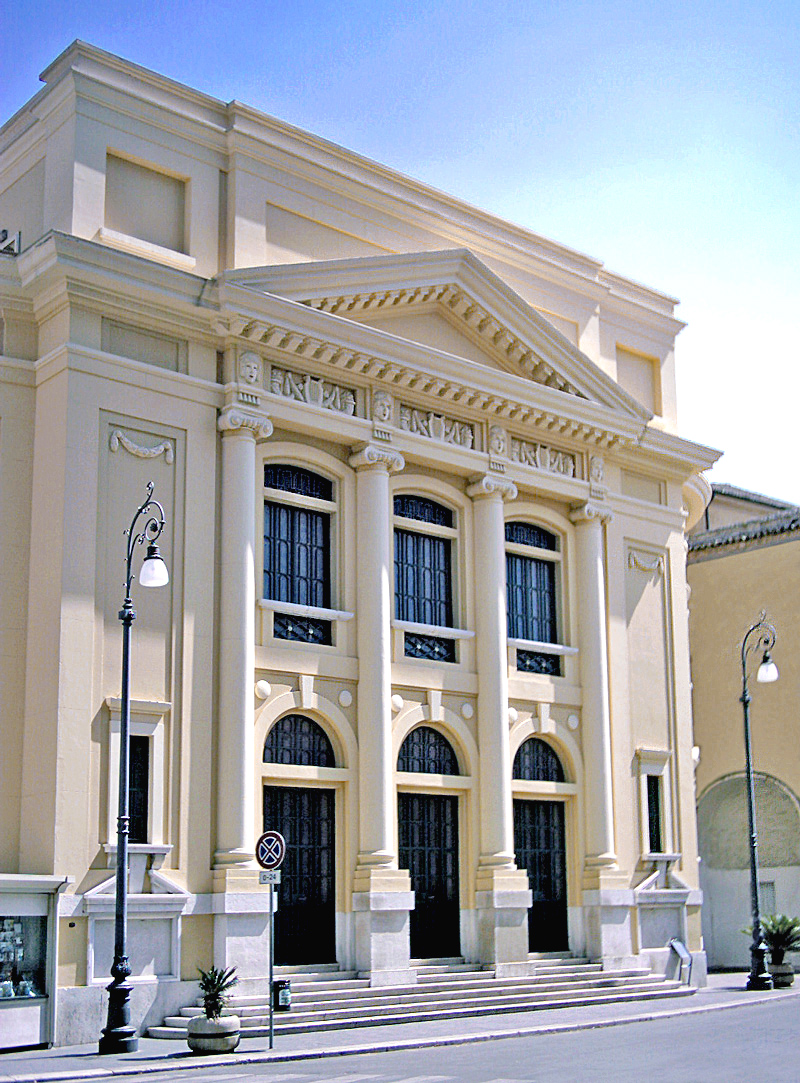
La facciata
Prospetti esterni
La sala
La sala
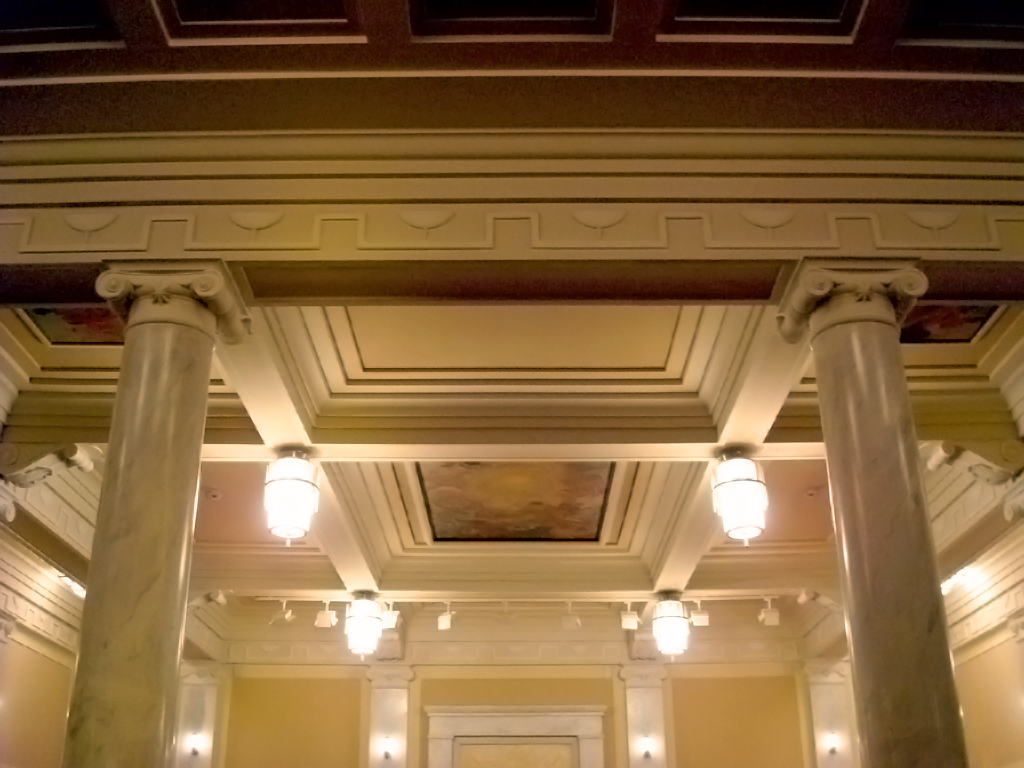
Scorcio del ridotto dei palchi
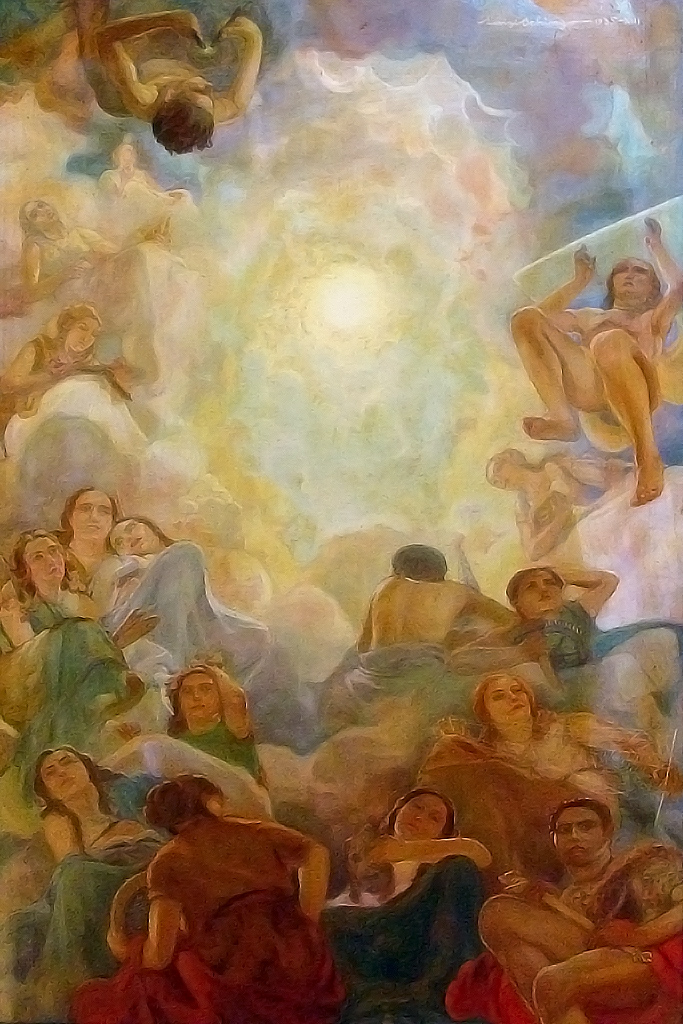
Il progresso di Schingo (ridotto dei palchi)